# Gilda Guadalupe Cota
Gilda Guadalupe Cota Vera (10 de septiembre de 1989) es una deportista mexicana que compite en atletismo adaptado. Ganó una medalla de plata en los Juegos Paralímpicos de París 2024, en la prueba de lanzamiento de peso (clase F33).
Es la primera mujer originaria de Yucatán en ganar una medalla olímpica, lo que le hizo acreedora al Premio Estatal del Deporte de Yucatán en 2024.

## Biografía
Tiene una licenciatura y una maestría en criminalística; obtuvo su diagnóstico de esclerosis múltiple en 2020. A partir del diagnóstico decidió probarse en el deporte apartado a partir de un acercamiento con el Centro de Rehabilitación e Inclusión Infantil Teletón (CRIT) Yucatán.

## Trayectoria deportiva
Su experiencia deportiva inicio en el sóftbol antes de recibir el diagnóstico de esclerosis múltiple.
En los Juegos Parapanamericanos Santiago 2023, la paratleta culminó con un quinto lugar.
Durante el Grand Prix de Para Atletismo 2024 que se llevó a cabo en Xalapa, obtuvo una medalla de oro en la prueba de impulso de bala F33 femenil, en la que logró una marca de 8.23 metros, lo que la hizo acreedora al récord continental y mundial.

Al respecto de obtener este récord, la paratleta comentó: 
“Estoy muy agradecida porque este récord no es solo mío es de todo mi equipo, mi familia y mis amigos, que siempre han estado conmigo, todavía estoy muy emocionada, no me la creo porque mi historia ha sido complicada para llegar hasta aquí, pero no cabe duda de que cuando te propones algo y lo haces de corazón lo cumples”.
El Campeonato Mundial de Paratletismo en Kobe de 2024 otorgó a la paratleta la medalla de oro en la final de impulso de bala F33 con una marca de 7.77 metros, con lo que obtuvo su plaza a los Juegos Paralímpicos de París 2024.
En mayo de 2025 continuó con los selectivos para competencias internacionales, por lo que participó en el Gran Prix de Paraatletismo de Guadalajara, en el que obtuvo la medalla de oro con un disparo de 7.45 metros de distancia.

## Juegos Paralímpicos de París 2024
La competencia significó para la paratleta, obtener no solo la medilla de plata en la prueba de impulso de bala F33, sino también el récord de América con una marca de 7.89 metros. Su esfuerzo en el Stade de France se reflejó en los cinco intentos válidos, en los que obtuvo marcas de 7.85, 7.31, 7.28, 7.89 y 7.63 metros respectivamente.

## Logros y reconocimientos
En el año 2024 fue acreedora del Premio Estatal del Deporte 2024 otorgado por la Comisión Nacional del Deporte (CONADE) a través del el Instituto Estatal del Deporte del Estado de Yucatán (IDEY).

## Palmarés internacional
| Año  | Competencia                        | Lugar       | País               | Medalla          | Prueba   | Marca | Nota                         |
| ---- | ---------------------------------- | ----------- | ------------------ | ---------------- | -------- | ----- | ---------------------------- |
| 2025 | Grand Prix de Paratletismo         | Guadalajara | Bandera de México  | Medalla de oro   | Peso F33 | 7.45  |                              |
| 2024 | Juegos Paralímpicos de París       | París       | Bandera de Francia | Medalla de plata | Peso F33 | 7.89  | Récord de América            |
| 2024 | Grand Prix de Paratletismo         | Xalapa      | Bandera de México  | Medalla de oro   | Peso F33 | 8.32  | Récord continental y mundial |
| 2024 | Campeonato Mundial de Paratletismo | Kobe        | Bandera de Japón   | Medalla de oro   | Peso F33 | 7.77  |                              |
| 2023 | Juegos Parapanamericanos           | Santiago    | Bandera de Chile   | 5to lugar        | Peso F33 |       |                              |

## Atleta paralímpica
Respecto a sus logros como atleta paralímpica, Gilda comentó al obtener la medalla de oro durante el Campeonato Mundial de Paratletismo en Kobe de 2024: 
“Esta medalla es muy importante para mí porque no es lo mismo nacer con una discapacidad, a adquirir una, en mi caso es degenerativa, como lo es la esclerosis múltiple; el camino ha sido muy complicado, luchamos, le batallamos, pero al final, con el corazón siempre por delante, hubo resultado y es esa medalla de oro para México, estoy muy contenta y agradecida de verdad, apenas me cae la onda de comprender que soy campeona mundial. Esto fue por mí, por todo mi equipo y por México”.
Al obtener la medalla de plata en los Juegos Paralímpicos de Paris, 2024, Gilda compartió con la CONADE: 
“Estoy súper contenta, agradecida con mi cuerpo, con la gente que estuvo apoyando porque sí se pudo, sobre todo con mi cuerpo que hoy me permitió esta medalla de plata, ya que antes de viajar a París recibí un tratamiento tipo quimio, que obviamente te baja (el rendimiento), entonces veníamos batallando con las marcas, veíamos muy complicado el pelear por una medalla, pero hoy me levanté y dije lo tengo que hacer, Gilda se dijo un día que iba a sorprender a la vida y hoy lo hicimos”.
Otro de sus comentarios fue dedicado a las personas con diagnóstico de esclerosis múltiple: 
“Fue algo maravilloso, estoy muy emocionada. Lo hice por mí, lo hice por todas las personas con esclerosis múltiple porque sí se puede. Decidí sorprender a la vida y lo estoy haciendo”.